# Bitva o Holíč
Bitva o Holíč byla válečným střetem mezi českým vojskem českého krále Jana Lucemburského a vojskem uherského magnáta Matúše Čáka Trenčanského. Odehrála se 12. července 1315 v okolí vodního hradu Holíč u stejnojmenného města, na historické hranici Moravy a Horních Uher (pozdějšího Slovenska). Skončila porážkou Čákových vojsk, což mj. vedlo k zabránění jeho dalším výpadům do Českého království a upevnění pozice čerstvě panujícího Jana Lucemburského v doznívajícím politickém chaosu po konci vlády Přemyslovců.

## Pozadí
Po turbulentních čtyřech letech, které uplynuly od zavraždění posledního přemyslovského krále Václava III. roku 1306, nastoupil s podporou svého otce Jindřicha VII. Lucemburského na český trůn teprve čtrnáctiletý Jan, který pojal za manželku Václavovu sestru Elišku. Hned v úvodu své vlády se pokoušel upevnit moc v zemi, čelil však sporům s domácí šlechtou, jenž jej vnímala jako cizince neznalého českých poměrů. Po smrti otce roku 1313 nezdědil Jan titul římského krále, podmínkou pro zvolení bylo totiž osmnáct let věku. Když Jan viděl, že šance na zvolení má spíš rakouský vévoda Fridrich Sličný, což bylo nebezpečné pro české království, rozjel kampaň, na jejímž konci byl novým římským králem zvolen Ludvík IV. Bavor, od kterého pak získal pro české království řadu významných ústupků. Situaci mu neulehčila ani Eliška Přemyslovna, která se snažila obnovit vládu v duchu Přemyslovců, což v tu dobu bylo zcela nereálné.
Nedosažená ambice říšské koruny Fridricha Sličného pak vedla k jeho spojení s hornouherským šlechticem Matúšem Čákem Trenčanským. Ten obratnou diplomatickou i vojenskou politikou dosáhl od roku 1304 pozice téměř neomezeného vládce Horních Uher, kteréžto původní pravomoci mu udělil Václav III., ještě jako uherský král (Ladislav V.). Na Trenčínském hradě zřídil vlastní dvůr na způsob královského a nadále si počínal jako samostatný panovník. V součinnosti s Fridrichem pak roku 1314 zahájil tažení na Moravu s cílem Jana Lucemburského napadnout a případně získat pod svou kontrolu další území. Vypálen byl Čákovými muži například hrad Brumov. Král Jan po zprávách o Čákově postupu shromáždil v Praze vojsko o síle 1500 mužů a 21. května s ním vytáhl na Moravu k obraně království.

## Průběh bitvy
Po rychlém dobytí Čákem ovládaného hradu Veselí a hradu Belus královské vojsko dosáhlo v červenci 1315 vodního hradu Holíč u řeky Moravy. Ten již od počátku 14. století Čák kontroloval a tvořil tak jeden z hraničních hradů jím kontrolovaného území.   
Navzdory očekávání, že uherské vojsko zůstane opevněno uvnitř tvrze, strhla se 12. července v předhradí pevnosti bitva v poli. Čákovi ozbrojenci se rozhodli k prudkému útoku proti českému vojsku. Překvapené královské jednotky se zprvu daly na ústup, uvádí se, že při prudkém uherském výpadu byl ohrožen na životě též sám král Jan. Zejména díky podpoře oddílů pražského biskupa Jana IV. z Dražic se však povedlo českému vojsku přejít do protiútoku a uherské vojsko v poli porazit. To se následně stáhlo zpět do útrob pevnosti Holíč.  
Dobová kronika uvádí, že v bitvě mělo padnout na 200 uherských vojáků a jediný český zbrojnoš, jedná se však pravděpodobně o zkreslené údaje. Královské vojsko pak po jistou dobu holíčský hrad neúspěšně obléhalo.  

## Hodnocení bitvy
Vítězství Jana Lucemburského pak znamenalo jak upevnění si pozice v domácím prostředí, tak porážku spojence Fridricha Sličného. Spory a boje Jana a Ludvíka IV. s Fridrichem skončily až po rozhodující bitvě u Mühldorfu 28. září 1322, ve které byl Fridrich zajat. Po tříletém věznění pak oba sokové uzavřeli smlouvu, na jejímž základě byl Ludvík uznán panovníkem a Fridrich propuštěn.  
Stejně tak se Matúš Čák se svým vojskem již o výpady na Moravu nepokusil. Hrad Holíč nicméně v jeho držení zůstal až do jeho smrti roku 1321.